# Logis de Vasles
Le logis de Vasles est un château situé à Vasles dans le département français des Deux-Sèvres.

## Histoire
Le château est inscrit au titre des monuments historiques depuis le 5 décembre 1984.